# 좀부추
좀부추는 부추속의 식물이다. 한국 고유종으로, 한반도에 분포한다.